# Unfaithful
«Unfaithful» —en español: ‘Infiel’— es una canción en el género rhythm and blues interpretada por la cantante barbadense Rihanna. Fue coescrita por el cantante estadounidense Ne-Yo y producida por el dúo noruego Stargate, e incluida en el año 2006 en el segundo álbum de estudio de Rihanna, A Girl Like Me.
Durante el tercer cuatrimestre del año 2006, "Unfaithful" fue lanzada por el sello Def Jam Recordings como el segundo sencillo de A Girl Like Me. Tras ello, "Unfaithful" ingresó a las primeras posiciones de numerosas listas musicales de canciones de alrededor del mundo, incluyendo un posicionamiento N.º 1 en la de Suiza. El sencillo se mantuvo 338 semanas en listas. La canción ha vendido hasta ahora más de 6 millones de copias a nivel mundial. De acuerdo a la compañía The Official UK Charts Company, «Unfaithful» ha vendido alrededor de 310 mil copias en el Reino Unido, las cuales le convierten en el sencillo más vendido de A Girl Like Me en el estado, y en uno de los diez sencillos más vendidos de Rihanna en el mismo.

## Antecedentes
Además de colaborar con Sean Paul, Rihanna colaboró con el cantautor Ne-Yo. Ne-Yo, junto con el dúo noruego Stargate escribió "Unfaithful", originalmente titulada "Murderer", como parte del segundo álbum de estudio de Rihanna, A Girl Like Me, que citó como "un álbum personal" acerca de experiencias de chicas como ella. Stargate produjo la canción. Si bien la mayoría de los registros de Rihanna desde que su álbum debut Music of the Sun se encuentra en un modo de disco-, sobre todo de dance-pop y R&B, "Unfaithful" fue hecho de manera diferente en comparación con sus predecesores. En una entrevista, Rihanna dijo: "Es una balada, por lo que es terreno nuevo para mí, pero estoy emocionada." La canción también aparece en el juego Karaoke Revolution Presents: American Idol Encore.

## Crítica
A pesar de rendimiento gráfico fuerte, el tema ha recibido críticas encontradas entre los fanes de Rihanna y los críticos, ya que es la primera balada que en libertad y un buen contraste con el pop / R&B / foundation reggae de sus trabajos anteriores. Su interpretación vocal también ha sido objeto de críticas. Shaun Kitchener de los estados UKMix "No se puede negar que su voz es fuerte", pero Bill Lamb de About.com estados, "la voz de Rihanna no es particularmente fuerte. Hay puntos de aquí mismo, en la que los sonidos" de espesor y aguda, aunque debido al hecho de que esta canción fue pensada para ser un fuerte contendiente para los Grammy. Sin embargo, cuando las nominaciones del 2007 fueron puestos en libertad, la canción no recibió respuesta alguna.

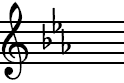
El sencillo está escrito en la tonalidad de Do menor.

## Letra y ritmo
"Unfaithful" es una canción lenta por escrito en la tonalidad de Do menor. Se encuentra en el tiempo común en el recuento de 4/4. La progresión de acordes se inicia con Cm9-Fm6/6-Cm9-Fm6/C que traslada a A y G antes de Rihanna comienza a cantar.
La orquesta de cuerdas fue arreglada y dirigida por Rob Mounsey.
La balada de piano-driven es sobre una mujer que mantiene una relación con un hombre, pero está teniendo una aventura. "Soy conocido como un asesino en esa canción. Significado, estoy tomando la vida de este hombre por hacerle daño, engañándolo a él. Él sabe, y lo hace sentir tan mal. Es que se muere por saber que ese otro tipo me hace feliz ... siempre se pone por ahí que los hombres engañan. Y por fin alguien lo puso en perspectiva: Chicas engañan también. " Rihanna dijo en un 26 de agosto de 2006 de revisión que" Unfaithful "fue dado a luz fuera de una relación que superó cuando tenía catorce años. Ella se apresuró a añadir que aunque la relación no era físico. Para Airplay de radio, la palabra "arma" (en la línea "La fuerza también puede tomar un arma y la puso a la cabeza, acabar de una vez") en la canción es que se superan.

## Video musical

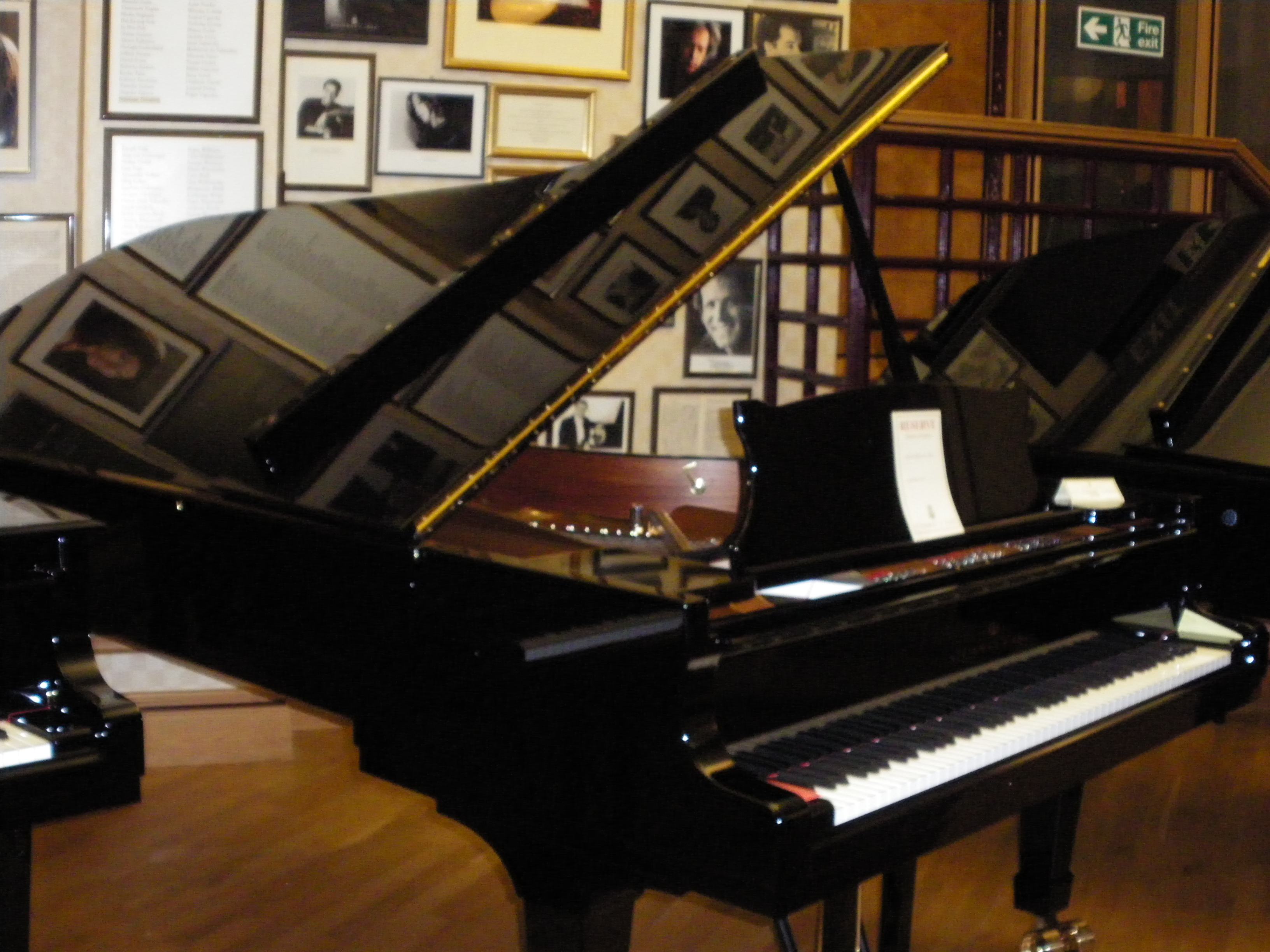
En el video musical de "unfaithful" la cantante aparece junto a un piano.

El video fue dirigido por Anthony Mandler y se estrenó en MTV el 1 de mayo de 2006. Muestra Rihanna en un restaurante con su novio. El hombre (su amante) ordena al camarero que le de una nota a Rihanna. Ella la leyó rápidamente hasta que su novio volvió. Entonces ella empieza a cantar junto a un piano. Entonces, vemos momentos de ella y su novio de que pasan tiempo juntos. Mientras que su novio estaba durmiendo, ella envió un texto a alguien. Entonces, ella se metió en un coche con su interés amoroso. Vemos su canto junto al piano de nuevo. Entonces, ella se sentó a su interés amoroso y compartieron un beso. Luego, cuando salen del escenario, su novio la estaba esperando. El video musical terminó cuando ella y su novio se abrazaron y ella derramó una lágrima.

## Premios y nominaciones
| Año  | Ceremonia             | Premio                  | Resultado |
| ---- | --------------------- | ----------------------- | --------- |
| 2006 | Barbados Music Awards | Best Music Video        | Nominada  |
| 2006 | Barbados Music Awards | Song of the Year        | Nominada  |
| 2006 | NRJ Music Awards      | Best International Song | Ganó      |

## Listas y certificaciones
| Lista                              | Mejor posición |
| ---------------------------------- | -------------- |
| Austrian Singles Chart             | 2              |
| Belgium Singles Chart              | 3              |
| Canadian Hot 100                   | 1              |
| Dutch Top 40                       | 4              |
| French Singles Chart               | 7              |
| German Singles Chart               | 2              |
| Irish Singles Chart                | 2              |
| Italian Singles Chart              | 14             |
| New Zeland Singles Chart           | 4              |
| Norwegian Singles Chart            | 2              |
| Romanian Top 100                   | 8              |
| Swedish Singles Chart              | 6              |
| Swiss Single Chart                 | 1              |
| UK Singles Chart                   | 2              |
| US Billboard Hot 100               | 6              |
| US Billboard Hot Dance Club Songs  | 1              |
| US Billboard Hot R&B/Hip-Hop Songs | 18             |
| US Billboard Pop Songs             | 2              |
| US Billboard Radio Songs           | 6              |
| US Billboard Digital Songs         | 8              |
| Czech Republic Singles             | 2              |
| Denmark Singles Chart              | 2              |
| Hungary Singles Chart              | 1              |
| Russian Singles Chart              | 4              |

| 2006                            |    |
| US Billboard Hot 100            | 28 |
| US Billboard Digital Songs      | 30 |
| US Billboard Hot Digital Tracks | 24 |
| US Billboard Pop Songs          | 22 |
| European Hot 100 Singles        | 7  |
| Australian Singles Chart        | 19 |
| Australian Urban Singles        | 3  |
| Australian Digital Songs        | 20 |
| UK Singles Chart                | 23 |
| Belgium Singles Chart           | 14 |
| Swiss Singles Chart             | 6  |
| Irish Singles Chart             | 14 |

| Listas (2000-09)     | Posición |
| -------------------- | -------- |
| German Singles Chart | 43       |
| Dutch Top 40         | 254      |

| País           | Certificación | Ventas Certificadas | Ref.   |
| -------------- | ------------- | ------------------- | ------ |
| Australia      | Oro           | 35 000              | [ 5 ]  |
| Bélgica        | Oro           | 15 000              | [ 6 ]  |
| Dinamarca      | Platino       | 30 000              | [ 7 ]  |
| Estados Unidos | 3× Platino    | 3 000 000           | [ 8 ]  |
| Reino Unido    | Oro           | 400 000             | [ 9 ]  |
| Suecia         | Oro           | 20 000              | [ 11 ] |
| Suiza          | Oro           | 15 000              | [ 12 ] |